# サンタ・マリア級フリゲート
サンタ･マリア級フリゲート (サンタ･マリアきゅうフリゲート、スペイン語: Fragata Clase Santa María) はスペイン海軍が保有するフリゲートの艦級である。本級はアメリカ海軍が装備するオリバー・ハザード・ペリー級ミサイルフリゲートをスペイン国内でライセンス生産したものである。

## 来歴
スペインでは、1960年代より戦闘艦の国産化計画に着手しており、その第1陣として、1968年から1976年にかけてバレアレス級フリゲート5隻を建造した。これは、アメリカ海軍のノックス級護衛駆逐艦をもとに、アメリカのギブス・アンド・コックス社によって設計され、スペインの軍事造船株式会社バサン国営公社によって建造されたものであった。
しかし当時、アメリカにおいては、コンセプトから抜本的に見なおした新しいフリゲートであるオリバー・ハザード・ペリー級の計画が進められており、1975年6月にはネームシップが起工されていた。これを受け、バレアレス級の最終艦が就役した翌年にあたる1977年6月29日には、さっそくペリー級の設計に基づいて3隻をスペインでライセンス建造する契約が締結された。ただし当時、スペイン海軍では軽空母「プリンシペ・デ・アストゥリアス」の建造計画が具体化しつつあり、こちらが優先されたことから、ペリー級のライセンス建造計画は1981年までほとんど停滞することになった。その後、1982年5月22日にネームシップが起工されて、建造が開始された。1986年中頃には4隻目が、そして1989年にはさらに5・6隻目が相次いで追加された。NFR-90構想の断念に伴い、さらに6隻の追加建造も検討されたが、これは実現しなかった。

## 設計
船体や主機関などの設計は、いずれもアメリカのオリバー・ハザード・ペリー級ミサイルフリゲートの長船体型を踏襲したものとなっており、強く鋭角に傾斜したクリッパー・バウを備えた平甲板型の船体や、艦橋から煙突・ヘリコプター格納庫まで艦の前後にわたってほぼ一体化された長大な上部構造物といった特徴も共通である。ただし船幅は、原型艦の45フィート (14 m)に対して46.9フィート (14.3 m)と幅広になり、復原性を増している。これは後日の近代化に備えて、装備の搭載余地を確保したものと考えられていた。また後期建造艦2隻は女性の乗務に対応するため居住区を改正しており、前期建造艦4隻も後に同様の改修をうけた。
主機関も同様に、COGAG構成でゼネラル・エレクトリック LM2500-30ガスタービンエンジン2基を搭載して、減速機を介して1軸の推進器を駆動する方式とされた。なお、本級が搭載するLM2500は、イタリアのフィアット社によるライセンス生産機である。
なお電源系は強化されており、原型艦の発電能力が3,000kWであったのに対して、本級では、出力1,000kWのカトー・アリソン114-DOOLディーゼル発電機4基を搭載して、4,000kWを確保している。

## 装備
装備面でも、基本的には原型艦であるオリバー・ハザード・ペリー級のものが踏襲されているが、近接防空システムや電子戦システムについては国産機ないし欧州機に変更された部分もある。

### C4ISR
レーダーはいずれも原型艦を踏襲して、対空捜索用としてはAN/SPS-49が、対水上捜索用としてはAN/SPS-55が搭載された。なおAN/SPS-49のバージョンについては、前期建造艦4隻では(V)4、後期建造艦2隻では(V)5とされている。またソナーも、原型艦のAN/SQS-56の輸出版であるDE-1160を船底に搭載するとともに、AN/SQR-19(V)2戦術曳航ソナー（TACTASS）も搭載された。これは、ペリー級において最重要の対潜センサと位置づけられていたものであり、本級に搭載されたのが、完成機としては世界初の輸出例であった。
ペリー級において、簡易型海軍戦術情報システム（NTDS）は能力限定型ターター・システムと組み合わせての防空能力を確保するために重要な装備とされており、本級においても搭載された。その戦術情報処理装置としては、イタリア製のIPN-10が搭載されたが、最後の2隻では国産化されたTRITAN-3に変更されたともされている。さらに武器管制能力を強化するため、INISEL/FABA DORNA（Dirección de tiro Optrónica y Radárica NAval）およびSTING射撃指揮レーダーの追加装備も検討されている。また1997年より、スペインの衛星事業者であるヒスパサット社の通信衛星に接続するためのSHF衛星通信機が順次に後日装備されている。

### 武器システム
ペリー級において、上記のとおり、能力限定型ターター・システムによる防空能力はそのコンセプトの重要な一翼を担っており、これは本級においても搭載された。従来のターター艦ではミサイル射撃指揮装置としてMk.74を搭載していたのに対し、ペリー級では砲射撃指揮装置と兼用でMk.92を搭載した。本級の場合、前期建造艦4隻ではMk.92 mod.2、後期建造艦2隻ではmod.6とされている。これによる指揮を受けるミサイル・システムの発射機としては、ペリー級と同様、単装式のMk.13 mod.4を艦首甲板上に搭載する。ここには、通常、防空用のSM-1MR ブロックV艦対空ミサイルを32発収容するのに加えて、対水上火力として、ハープーン艦対艦ミサイルも8発搭載されている。
主砲は、ペリー級と同様に、イタリアのオート・メラーラ社製76mmコンパット砲を1基、上部構造物中部の煙突直前の02甲板レベルに搭載している。上記の通り、SM-1MRと兼用で、Mk.92の射撃指揮を受けている。一方、CIWSとしては、上部構造物後端に国産のメロカを1基搭載した。これは120口径長20mm機銃を12連装にした砲塔とRAN-12L/X低空警戒レーダー、AN/VPS-2射撃指揮レーダーを連動させたものであるが、射撃指揮レーダーについてはRTN-30Xへの換装が計画されている。
電子戦システムとしては、原型艦ではAN/SLQ-32が搭載されていたのに対して、本級では、イタリアの設計による電子攻撃・電子戦支援の両用機であるネットゥーネルMk.3000電波探知妨害装置が搭載された。

## 同型艦一覧
| #    | 艦名                        | 起工            | 進水            | 就役            |
| ---- | --------------------------- | --------------- | --------------- | --------------- |
| F-81 | サンタ･マリア Santa Maria   | 1982年 5月22日  | 1984年 11月11日 | 1986年 10月22日 |
| F-82 | ビクトリア Victoria         | 1983年 8月16日  | 1986年 7月23日  | 1987年 11月11日 |
| F-83 | ヌマンシア Numancia         | 1986年 1月8日   | 1987年 1月29日  | 1989年 11月7日  |
| F-84 | レイナ･ソフィア Reina Sofia | 1987年 10月12日 | 1989年 7月19日  | 1990年 10月30日 |
| F-85 | ナバラ Navarra              | 1991年 4月15日  | 1992年 10月23日 | 1994年 5月27日  |
| F-86 | カナリアス Canarias         | 1992年 4月15日  | 1993年 6月21日  | 1994年 12月     |